# Андре Вентура
Андре Кларо Амарал Вентура (порт. André Claro Amaral Ventura; нар. 15 січня 1983, Сінтра, Португалія) — португальський вкрай правий політик і юрист, засновник і лідер націонал-популістської партії Chega. Знаний виступами праворадикального «антисистемного» характеру. На парламентських виборах у 2019 році обраний депутатом Асамблеї Республіки. На президентських виборах 2021 року посів третє місце; привів партію до великих успіхів на парламентських виборах 2022 року та на дострокових виборах 2024 року.

## Юрист і тележурналіст
Народився 15 січня 1983 року в Сінтрі в сім'ї власника місцевого магазину велосипедів і держслужбовця. З дитинства тягнувся до католицької релігії, хоча батьки були релігійно-індиферентними людьми і навіть не хрестили сина. Андре хрестився у 14 років за власною ініціативою.
Перебував у гуртку підлітків-католиків. Вступив на навчання до семінарії, збирався стати священником й оновити португальську католицьку церкву. Проте пішов і семінарії, зіткнувшись з «неприйняттям дискусій». Крім того, юнацька закоханість у сусідку по гуртожитку була несумісна з целібатом.
Андре Вентура вступив до Нового Лісабонського університету, закінчив юридичний факультет. Працював учителем, служив у податковій поліції. 2013 року захистив дисертацію з публічного права в Національному університеті Ірландії в Корку. Особливу увагу надавав проблематиці кримінальної злочинності, пропонував жорсткі заходи придушення, розширення повноважень поліції. Має звання професора права.
Викладав право у Новому Лісабонському університеті й Автономному університеті Лісабона. Працював спортивним і кримінальним коментатором популярного телеканалу CMTV. Є видатним діячем футбольної громадськості, тісно пов'язаний із ФК Бенфіка.

## Політика
З ранньої юності активно захоплювався політикою. Завжди дотримувався правих націоналістичних поглядів. Є переконаним антикомуністом, непримиренним противником марксизму та ліволіберальної політкоректності. Позиціюється як консерватор у культурі та ліберал в економіці.
2001 року вступив до Соціал-демократичної партії (СДП) — попри назву, головну силу правоцентристського та правого табору на той момент. Орієнтувався на таких політиків, як-от Педру Сантана Лопіш і Луїш Монтенегру. Позиція та публічні виступи професора Вентури нерідко виходили за межі правоцентризму СДП.
Вентура жорстко висловлювався проти мусульманської імміграції до країн Євросоюзу. Особливого резонансу набув його виступ після теракту у Ніцці у липні 2016 року. Політичний скандал викликали його виступи 2017 року щодо ромської громади Португалії — в якій Вентура вбачав джерело кримінальної злочинності та соціального паразитизму. Лідер португальського Союзу рома Жозе Фернандеш порівняв Вентуру з Гітлером. Представники Лівого блоку подали на Вентуру до суду за розпалювання ксенофобії та расової ненависті. Проте досвідчений юрист Вентура зумів обґрунтувати в суді законність своїх висловлювань: він пояснив, що мав на увазі складність соціальної адаптації громади рома в Португалії.
Згодом Вентура стверджував, ніби його висловлювання були неправильно витлумачені і категорично відмежовувалися від підтримки ультраправих, але це не впливало на суспільне сприйняття. Лідер Партії національного оновлення (ПНО) Жозе Пінту Коелью зазначав, що у своїх виступах Вентура надає тези з програми ПНО. Між Вентурою та Коелью зав'язалася різка полеміка. За негативного особистого сприйняття Коелью визнає Вентуру своїм політичним однодумцем.
Жорсткість Андре Вентури у питання безпеки та правопорядку значною мірою пов'язана з його особистим досвідом. Кілька разів він зазнавав пограбувань (за його словами, злочинцями були румуни), нападів і побиття з боку циган. Водночас він підкреслює, що має дружні зв'язки з представниками різних рас і національностей, особливо ангольцями та кабовердіанцями.
Ідеологічно та політично Вентура позиціювався як правоцентрист, який не боїться бути правим. Категорично відкидав звинувачення у расизмі. Свої ксенофобські висловлювання антиісламського й антициганського характеру обґрунтовував соціальною позицією — запереченням проти державного субсидування «меншин, які не бажають працювати».
Пропагує націоналістичні акценти в політиці, культурний консерватизм (заборона абортів, офіційне невизнання — хоч без заборони та переслідування — одностатевих шлюбів, недопущення сексуального виховання в школах, пропаганду традиційних сімейно-католицьких цінностей) та економічний лібералізм (максимальна опора на приватний бізнес у всіх галузях) господарства, урізання бюджетних видатків, відмова від державного регулювання економіки та соціальної сфери). Виступає за реформу португальської Конституції, вилучення з неї положень, «нав'язаних марксистами шляхом воєнного тиску» у середині 1970-х років. Опоненти ставили Андре Вентуру поряд з такими політиками, як-от Жаїр Болсонару, Дональд Трамп, Марін Ле Пен, Герт Вілдерс, Віктор Орбан. При цьому сам Вентура про Трампа відгукується швидше негативно. З найбільшою симпатією він висловлюється про колишнього прем'єр-міністра Іспанії, лідера іспанської Народної партії Маріано Рахоя.
У травні 2017 року балотувався від СДП до муніципальної палати Лореша. Головним пунктом його програми була обіцянка створити 10 тисяч нових робочих місць. Саме тоді він зробив антициганські заяви, які спровокували великий скандал. Він не зміг здобути перемогу над лівими — Соцпартією (СП) та КДЄ — проте вперше за тривалий час СДП набрала понад 20 % голосів. Це було сприйнято як особистий успіх Вентури.
У внутрішньопартійних розкладах СДП Андре Вентура орієнтувався на правих лідерів Педру Сантана Лопіша та Луїша Монтенегру. Різко негативно поставився до обрання левоцентриста Руя Ріу. Восени 2018 року Вентура з групою однодумців вийшов із СДП та взявся до заснування своєї партії.

## Лідер партії Chega
Нова права партія отримала назву Chega (Досить!). 9 квітня 2019 року Chega офіційно зареєстрували. На першому з'їзді у червні 2019 року головою (президентом) партії майже одноголосно обрали Андре Вентуру. Ідеологія та програма Chega збігаються з поглядами та позиціями лідера.
Партія стоїть на позиціях націонал-консерватизму, правого популізму, антимарксизму, антикомунізму та лібертаріанства. Закликає до жорсткої боротьби з чиновною та депутатською корупцією. Андре Вентура виступає з антисистемними гаслами переходу до нової «четвертої республіки». За португальськими мірками партія Chega кваліфікується як ультраправа.
Партійні заходи Вентура вважає за краще провадити у форматі вуличного спілкування, розширених сімейних вечірок. Демонструє свою відданість національним традиціям, повагу до подвигів предків. Бере участь у церемоніальних заходах історичної пам'яті, жалоби за загиблими у Першій світовій війні. Його політичний стиль у всьому, аж до сімейного дрес-коду, орієнтований на соціальну базу Chega — заможних представників середнього класу, буржуазії та націоналістичної інтелігенції, незадоволених високими податками, неконтрольованою імміграцією, бюрократичним втручанням в економіку та соціальне життя, розповсюдженням культур-марксизму.
Під керівництвом Андре Вентури Chega брала участь у 2019 році у двох виборчих кампаніях. На травневих виборах до Європарламенту партія виступала в коаліції BASTA! з монархістами та християнськими демократами. За коаліцію проголосували 49 496 виборців — 1,49 %, це не дозволило провести жодного депутата.
На парламентських виборах 2019 року Chega виступала самостійним списком, на чолі якого стояв Андре Вентура. За партію проголосували 66 442 виборці — 1,3 %. Андре Вентура був обраний депутатом Асамблеї Республіки. Це сприйняли як безперечний успіх. За оцінкою оглядачів, Андре Вентура став «першим правим депутатом в Португалії після 1974 року».
Вентура оголосив про намір у 2021 році балотуватися у президенти Португалії. Виступ витримувався в тональності виклику чинному голові держави Марселу Ребелу де Созі. Першу передвиборчу поїздку здійснив у Порталегре, де позначилася найбільша у відсотковому відношенні електоральна підтримка Chega. При цьому Вентура попередив, що якщо він набере менше як 15 % голосів і не пройде до другого туру, то залишить партійне лідерство.
Вентура жорстко критикував ліволіберального кандидата Тьяго Маяна Гонсалвеша. 8 січня 2021 року провів спільну пресконференцію з Марін Ле Пен, виступивши за європейську ідентичність і консервативні цінності, проти неконтрольованої імміграції.
На президентських виборах 24 січня 2021 року Вентура посів третє місце з семи кандидатів — після чинного президента Ребелу де Сози та представниці Португальської соцпартії (СП) Ани Гомеш. За нього проголосували майже 12 % виборців, лише на 1 % менше, ніж за Гомеш. Це було розцінено як великий успіх Вентури та його партії. Сам Вентура заявив про «скруху вкрай лівих». Виконуючи дану раніше обіцянку, він оголосив про відставку з партійної посади. Проте партія, як заздалегідь прогнозувалося, не прийняла відставку харизматичного лідера.
Передвиборнчу кампанію на початку 2022 року Вентура вів у своєму звичайному стилі атакування на межі епатажу. Головним завданням він ставив завдати поразки лівим. На дебатах з Вентурою лідер Лівого блоку Катаріна Мартінш процитувала висловлювання Папи Римського Франциска I про соціальну справедливість — одразу постало питання: «Ви стали католичкою?».
Парламентські вибори 30 січня 2022 року принесли великий успіх партії Вентури. За Chega проголосували 385 559 виборців — 7,15 %, партія отримала 12 мандатів і сформувала третю за чисельністю фракцію (після СП та СДП). Андре Вентура відзначив успіх святкуванням «великої ночі» й обіцяв жорстке протистояння урядущим соціалістам — замість колишньої м'якої опозиції СДП.
Ще більшого успіху партія Вентури досягла на дострокових виборах 10 березня 2024 року: понад 1,1 мільйона голосів, понад 18 %, 48 мандатів. Вентура закріпився на чолі третьої політичної сили країни з очевидним впливом на формування уряду і як один з лідерів європейських ультраправих сил.

## Особистість і приватне життя
Одружений, наголошує на вірності католицьким сімейним цінностям. Діна Вентура бере активну участь у політичній діяльності чоловіка. Для Вентури характерні пафосні звернення до дружини на публічних зборах («Встань, жінко Діно!»). При цьому Андре Вентура знаний близькими дружніми стосунками з відомим португальським психологом Терезою Паулою Маркеш. Він публічно висловлював їй подяку за підтримку в період «цькування після виступу про циганів».
Люди, які знають Андре Вентуру, наголошують на таких його рисах, як-от ґрунтовність, цілеспрямованість, байдужість до сторонніх критичних оцінок і вміння переконувати — не лише аргументацією, а й іміджем. Політичну підтримку приваблює чіткість його позиції, в якій відсутній необзир на стереотипи й авторитети.
Колишній начальник партійної служби охорони та безпеки Chega Самуел Мартінш, відсторонений Вентурою під час фракційної боротьби, вказує на небезпечні авторитарні риси. За його словами, Вентура оточує себе «людьми сліпої віри», цілеспрямовано залучає до партії відставних військових і спецпризначенців і у разі приходу до влади здатний встановити диктатуру.